# Водопады Ридо
Водопады Ридо, англ. Rideau Falls — два водопада в г. Оттава, Канада. Расположены в месте впадения реки Ридо в реку Оттава. Между двумя водопадами находится Зелёный остров (Green Island), к югу от которого расположена старая городская ратуша. К западу от водопадов расположена штаб-квартира Национального исследовательского совета, а к востоку — здание бывшего музея «Павильон Канады и мира» и Посольство Франции.
Название водопадам дал Самуэль де Шамплен в 1613 году, для которого вид падающей воды напоминал занавес, фр. rideau. Позднее в честь водопадов получили название река Ридо, а в честь неё — многие другие объекты в Оттаве. Одной из целью сооружения канала Ридо было создание обходной дороги для лодок, так как проход через водопады Ридо и водопады Хогс-Бэк был невозможен.